# Biologisches Entfettungsspülbad
Biologische Entfettungsspülbäder werden zur Verbesserung des Verzinkungsergebnisses in Feuerverzinkereien eingesetzt. Dies wird durch den mikrobiellen Abbau von Fetten und Ölen erreicht.

## Stand der Technik

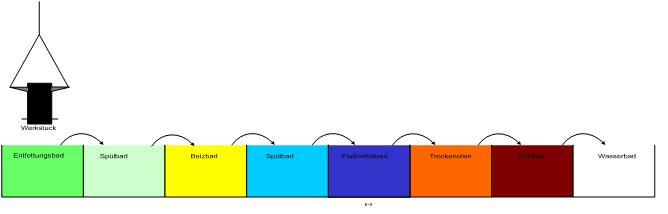
Abbildung 1: Verfahrensführung in einer Feuerverzinkerei

Auf der Oberfläche von Werkstücken befinden sich zum temporären Korrosionsschutz häufig Fette und Öle. Diese müssen vor der Abscheidung von Überzügen entfernt werden, um gute Hafteigenschaften zu gewährleisten. Die Fette und Öle werden vom Werkstück durch ein mehrstufiges Entfettungssystem abgelöst, wie in Abbildung 1 gezeigt wird.
In Feuerverzinkereien wird das Entfetten der Werkstücke in einem Entfettungsbad mit sauren oder alkalischen Reinigungsmitteln als Aktivkomponenten realisiert. Zudem beinhaltet das Entfettungsbad Tenside, welche die eingetragenen Fette und Öle emulgieren.
Auf den Entfettungsschritt folgt ein Spülbad. Dieses dient der Verdünnung von Reinigungskomponenten, welche über die Werkstücke eingeschleppt werden. Durch fortwährendes Eintauchen der Werkstücke vom Entfettungsbad in das nachfolgende Spülbad werden Fette, Öle sowie anorganische Bearbeitungsrückstände angereichert.
Nach einer bestimmten Zeit ist die Fettaufnahmekapazität des Spülbades erschöpft und es kommt zu einer Fettfilmbildung auf der Wasseroberfläche.
Die organischen Verbindungen können beim Ausheben des Werkstückes ab einer bestimmten Konzentration zu einer Rückbefettung führen. Dieser Sachverhalt ist vergleichbar mit Geschirr, das aus einem bereits stark verschmutzen Spülwasser entnommen wird und deshalb immer noch von einem Fettfilm umhüllt ist.
Da die Qualität der Verzinkung von der Qualität des Entfettens abhängt, gilt es die Rückbefettung des Werkstückes zu vermeiden. Dies lässt sich mit einem Entfettungsspülbad, in welches fett- und ölabbauende Mikroorganismen eingebracht wurden, erzielen. Man spricht dann von einem biologischen Entfettungsspülbad.

## Mikrobiologische Aspekte
In der Natur kommen Kohlenwasserstoffe in einer Vielzahl von Verbindungen vor: nicht nur in Form von Erdöl, Erdgas oder Kohle, sondern beispielsweise auch in Form der pflanzlichen und tierischen Fette, Wachse und Öle. Auch Stoffwechselzwischen und -endprodukte vieler Mikroorganismen stellen Aliphaten oder Aromaten dar.
Zum Abbau dieser Stoffgruppen sind eine Vielzahl von Mikroorganismen befähigt. Dazu zählen beispielsweise grampositive Spezies wie Arthrobacter, Bacillus, Nocardia, gramnegative wie Flavobacterium, Enterobacter, Escherichia, Pseudomonas, aber auch Pilze wie Aspergillus oder Algen, wie auch Chlorella.
Bei Untersuchungen von biologischen Entfettungsspülbädern wurden Mikroorganismen der Gattungen Flavobacterium, Arthrobacter und Bacillus isoliert, deren prozentuale Verteilung sich aus Abbildung 2 entnehmen lässt.

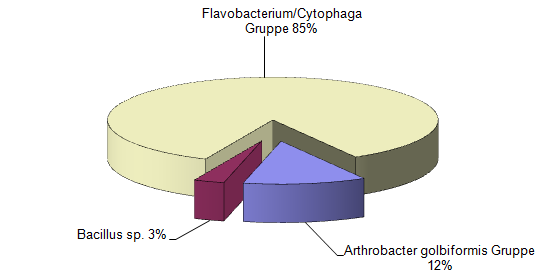
Abbildung 2: Im Entfettungsspülbad vorherrschende Biozönose

Die Zersetzung von Fetten und Ölen (Lipide) geschieht in mehreren Schritten. Der Kohlenwasserstoffabbau erfolgt in der Zelle. Wasserlösliche Kohlenwasserstoffe werden direkt über die Zellmembran aufgenommen, wasserunlösliche werden an der fettliebenden Zellwand angelagert. Dabei können Biotenside, die von den Mikroorganismen synthetisiert werden, das Lipid-Wasser Gemisch emulgieren. Dadurch wird die Phasengrenzfläche vergrößert und somit die Abbaueffizienz gesteigert. Der eigentliche Lipidabbau erfolgt intrazellulär.
Die Mehrzahl der Organismen baut molekularen Sauerstoff über eine enzymatisch katalysierte Oxidationsreaktion in Fette und Öle ein, um diese in ihren Stoffwechsel einleiten zu können. Aus diesem Grund erfolgt der Abbau von aliphatischen Kohlenwasserstoffen, wie beispielsweise feste Paraffine und aromatische Kohlenwasserstoffverbindungen am effektivsten in Gegenwart von Sauerstoff ab.
Der Abbauweg für Lipide hängt von der molekularen Struktur und der Kettenlänge ab. Folgend wird der Abbau von längerkettigen Alkanen und Aromaten betrachtet, da diese in Form von Wachsen, Ölen und Fetten als Korrosionsschutzmittel auf Werkstücken eingesetzt werden.

### Abbau von aliphatischen Kohlenwasserstoffen
Der Abbau von langkettigen Kohlenwasserstoffen (aliphatische Alkane) erfolgt zunächst über die Katalyse der Alkane zu Fettsäuren. Dazu sind drei enzymatische Reaktionsschritte notwendig, an denen Sauerstoff beteiligt ist.
{\displaystyle \mathrm {R{-}CH_{2}{-}CH_{2}{-}CH_{3}{\xrightarrow {(1)}}R{-}CH_{2}{-}CH_{2}{-}CH_{2}OH{\xrightarrow {(2)}}R{-}CH_{2}{-}CH_{2}{-}CHO{\xrightarrow {(3)}}R{-}CH_{2}{-}CH_{2}{-}COOH} }
(1) Das Enzym Monooxygenase (Alkan-Oxygenase) katalysiert Alkane zu Alkoholen.
(2) Die entstandenen Alkohole werden über die Alkohol-Dehydrogenase zu Aldehyden oxidiert.
(3) Anschließend oxidiert das Enzym Aldehyd-Dehydrogenase die Aldehyde zu Fettsäuren.
Die entstandenen Fettsäuren werden im Anschluss chemisch aktiviert und über die β-Oxidation zu Acetyl-Coenzym A –Einheiten abgebaut. Acetyl-Coenzym A wird direkt in den Citratzyklus eingeschleust und in Kohlenstoffdioxid und Energie umgesetzt. Ebenso kann die Zelle bei Bedarf die Fettsäuren direkt als zelluläre Bausteine benutzen.

### Abbau von aromatischen Kohlenwasserstoffen
Der Abbau von aromatischen Kohlenwasserstoffen erfolgt ebenfalls über die Bildung von Fettsäuren. Dazu werden die Aromaten zunächst hydroxyliert und während der Ringspaltung zu Fettsäuren weiteroxidiert. Der Abbau der entstandenen Fettsäuren erfolgt anschließend über den gleichen Weg, wie bereits unter Punkt „Abbau von aliphatischen Kohlenwasserstoffen“ beschrieben.

## Beschreibung des biologischen Entfettungsspülbades

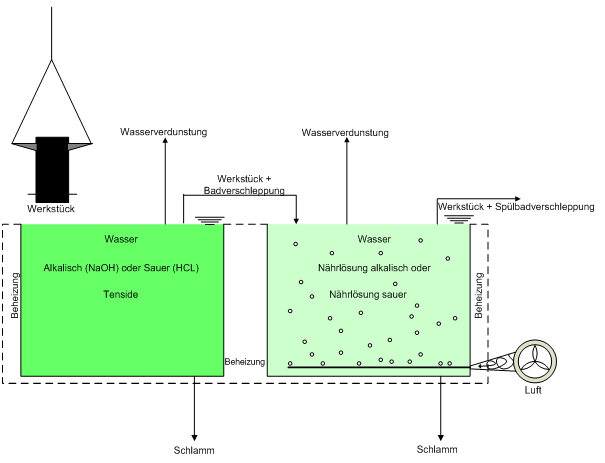
Abbildung 3: Alkalische Entfettung mit nachgeschaltetem biologischen Spülbad

Der Korrosionsschutz des Werkstücks wird durch das Eintauchen in das Entfettungsbad mit Hilfe von sauren oder basischen Reinigungsmitteln von der Oberfläche gelöst. Anschließend wird das Werkstück in das nachgeschaltete biologische Entfettungsspülbad überführt. Beide Prozessschritte sind in Abbildung 3 dargestellt.
Durch die Wahl geeigneter Bedingungen innerhalb des Spülbades können sich mit der Zeit fett- und ölabbauende Mikroorganismen ansiedeln. Um eine schnellere Besiedelung des Entfettungsspülbades zu erreichen kann man Klärschlamm oder Proben eines bereits vorhanden biologischen Entfettungsspülbades einbringen.

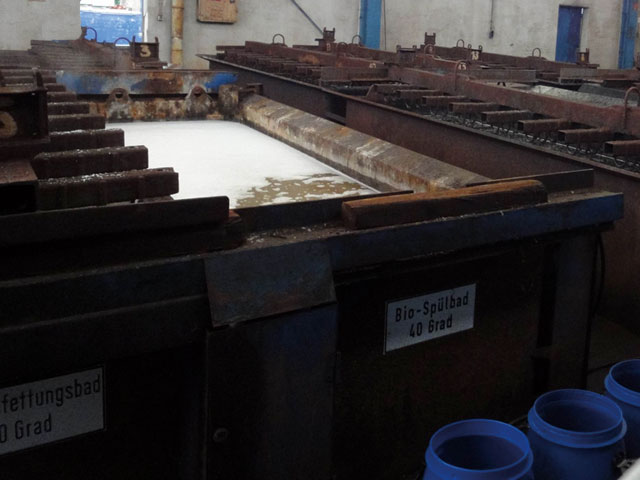
Abbildung 4: Biologisches Entfettungsspülbad in einer Feuerverzinkerei

Das biologische Entfettungsspülbad funktioniert nach dem Prinzip eines Bioreaktors. Dieser wird bei einer Verfahrenstemperatur von 42 °C betrieben, um die Vermehrung von krankheiterregenden Keimen zu verhindern. Zusätzlich führen höhere Temperaturen zu Erniedrigung der Viskosität der Öle und Fette, beschleunigen chemische Reaktionen und intensivieren somit den Prozess.
Das biologische Entfettungsspülbad wird über eine Phosphorsäurelösung auf den für die Mikroorganismen tolerierbaren pH-Wert von 8,5 eingestellt. Der eingestellte pH-Wert verhindert zusätzlich eine Zunahme von Krankheitserregern im biologischen Entfettungsspülbad. Gleichzeitig dient die Phosphorsäure als Phosphorquelle für die Mikroorganismen.
Durch eine speziell zusammengesetzte Nährlösung wird der Stoffwechsel der Zellen so optimiert, dass wenig Biomasse produziert wird. Es fällt daher nur sehr wenig organischer Schlamm an, der zusammen mit den eingebrachten anorganischen Feststoffen ausgetragen wird. Dazu wird der Schlamm über einen Lamellenabscheider sedimentiert, abgezogen und in einer Kammerfilterpresse von Zeit zu Zeit entwässert. Danach wird der Filterkuchen entsorgt.
Die Sauerstoffversorgung der Mikroorganismen wird über das Einblasen von Luft durch einen Verdichter, wie in Abbildung 3 dargestellt, realisiert.
In Abbildung 4 ist ein biologisches Entfettungsspülbad in einer Feuerverzinkerei dargestellt.

## Vorteile des biologischen Entfettungsspülbades
Das Verfahren bietet in erster Linie einen entscheidenden Vorteil im Hinblick auf die Verminderung der Verzinkungsfehler durch Fettrückstände an Werkstücken. Dies ist vornehmlich auf die zusätzliche Entfettungsleistung der Mikroorganismen innerhalb des Entfettungsspülbades zurückzuführen. Somit wird die Behandlungseffizienz des nachgeschalteten Beizbades erhöht. Im Entfettungsspülbad selbst werden ölhaltige Schlämme vermieden und so die Qualität des Spülwassers über einen langen Zeitraum aufrechterhalten.